# Cnemidocarpa quadrata
Cnemidocarpa quadrata är en sjöpungsart som först beskrevs av William Abbott Herdman 1882.  Cnemidocarpa quadrata ingår i släktet Cnemidocarpa och familjen Styelidae. Inga underarter finns listade i Catalogue of Life.